# Демонічне Різдво
Демонічне Різдво (англ. The Sacrifice Game) — американський фільм жахів 2023 року режисера Дженн Векслер, яка також написала сценарій разом із Шоном Редлітцем. У головних ролях Мена Массуд, Олівія Скотт Велч та Гас Кенворті.
Прем'єра відбулася на Міжнародному кінофестивалі «Фантазія» 28 липня 2023 року. Заплановано, що стрічка вийде на потоковому сервісі Shudder пізніше.

## Сюжет
Сюжет розгортається навколо двох учениць школи-інтернату, Саманти та Клари, залишених у закладі під час різдвяних канікул. Сюжет набирає напруги, коли на порозі їхнього навчального закладу з'являється група сектантів-убивць.

## Акторський склад
- Менна Массуд
- Олівія Скотт Велч
- Ґас Кенворді
- Хлоя Лівайн

та інші.

## Виробництво
Фільмування відбувалося у селі Ока провінції Квебек, Канада.

## Відгуки
На веб-сайті агрегатора оглядів Rotten Tomatoes рейтинг схвалення The Sacrifice Game становить 100 % на основі восьми відгуків із середнім рейтингом 7,4/10.